# Ein starkes Team: Lebende Ziele
Lebende Ziele ist ein deutscher Fernsehfilm von Peter F. Bringmann aus dem Jahr 2005. Es handelt sich um die 29. Folge der Krimiserie Ein starkes Team mit Maja Maranow und Florian Martens in den Hauptrollen.

## Handlung
Die Vermieterin von Kriminalhauptkommissar Otto Garber wird auf offener Straße getötet. Garber, der nicht übermäßig von dem Tod betroffen ist, ermittelt an der Seite seiner Kollegin Verena Berthold, die ihn in diesem persönlichen Fall dabei unterstützt, einen klaren Kopf zu behalten.
Auf der Suche nach dem Täter und seinem Motiv konzentrieren sich die Ermittler auf die Mieter, da die Tote nicht gerade zimperlich mit diesen umgegangen war. Insbesondere Familie Wolf lag mit der Vermieterin im Streit und der Oberst a. D. war im Umgang mit Schusswaffen geübt. Er beteuert allerdings, seit Jahren keine Waffe mehr angefasst zu haben. Rainer Lussow, ein alleinstehender Mieter, wurde von der Dame vor Kurzem die Wohnung gekündigt, weil ihr seine Haustierhaltung nicht passte. Dabei hat der Mann nur ein Herz für ausgesetzte Tiere, die er bei sich aufgenommen hat und an denen er nun hängt. Georg und Yüksel observieren die beiden Mieter in der Hoffnung, Auffälligkeiten zu finden.
Schon am nächsten Tag wird ein jugendlicher Punker auf ähnliche Weise getötet. Reddemann ordnet daraufhin an, den Kreis der Verdächtigen zu erweitern. Als dann auch noch ein Erpresserschreiben eingeht, ist das Team völlig ratlos. Alle Recherchen laufen ins Leere. Otto findet jedoch heraus, dass Töpfermeister Monsanto, der in einer Hinterhofwohnung der Vermieterin wohnt, bei der Fremdenlegion war und weit weniger harmlos sein dürfte, als er vorgibt zu sein.
Aufgrund der Observierung wird Mieter Wolf dabei ertappt, wie er ein Gewehr zusammenbaut und auf die Straße zielt. Nach dem Zugriff der Polizei und der Überprüfung der Waffe ist jedoch auszuschließen, dass er der Täter ist. Er gibt an, nur auf Tauben schießen zu wollen, weil sonst niemand was gegen das „Ungeziefer“ unternehmen würde.
Inzwischen meldet sich der Erpresser und den Ermittlern gelingt es, ihn bei der Geldübergabe zu überführen und festzunehmen. Dabei stellt sich heraus, dass er nur ein Trittbrettfahrer ist und die Situation für seine Zwecke ausnutzen wollte. Weder eine Waffe noch sonstige Anhaltspunkte für die Taten können bei ihm gefunden werden. Während der Erpresser noch in Haft ist, geschieht der nächste Mord. Ein Installateur wird in seinem Firmenwagen erschossen und nachdem feststeht, dass auch hier dieselbe Waffe benutzt wurde, konstruiert Otto einen vagen Zusammenhang. Ein Mieter, der sich nur über seinen Vermieter ärgern muss, und der dann morgens auf dem Weg zur Arbeit von einem nervenden Punk angesprochen wird, ärgert sich ebenso über den Installateur, der in der Wohnung etwas reparieren soll und nur unqualifizierte Leute schickt – so wie es Otto passiert war. Verena findet den Ansatz nicht unpassend und ist davon überzeugt, dass es sich bei dem Heckenschützen um einen zutiefst sozialen Menschen handelt, der meint, asoziale Elemente aus der Gesellschaft entfernen zu müssen. Der Installateur gehört indirekt auch zum Umfeld der verärgerten Mieter und Verena fällt der junge Lars Wittgenstein ein, mit dem sie im Zuge der Ermittlungen gesprochen hatte und der seine Lehre bei genau diesem Arbeitgeber abbrechen musste. Es finden sich nun weitere Indizien, die auf den jungen Mann als Täter weisen. Als die Ermittler ihn aufspüren, ist er gerade dabei, zusammen mit seinem Freund und Arbeitskollegen Rainer Lussow das nächste Attentat auszuführen. Im letzten Moment kann Verena den Töpfermeister Monsanto zu Boden reißen, sodass die Kugel ihn verfehlt. Wittgenstein und Lussow sollen festgenommen werden, wobei nach einem Schusswechsel Wittgenstein aus einem Fenster stürzt.

## Produktionsnotizen
Lebende Ziele wurde in Berlin gedreht und am 26. Februar 2005 um 20:15 Uhr im ZDF erstausgestrahlt. Es ist die letzte Episode mit Leonard Lansink als Georg Scholz, der für seine Rolle des Wilsberg in der gleichnamigen Krimiserie seine Mitarbeit in Ein starkes Team beendet hat.
Sputnik, dessen Rolle als Geschäftsmann in der Serie als ein Running Gag angelegt ist, hat in dieser Folge sein Nobelrestaurant aufgegeben und eine einfache Eckkneipe mit Musikbox, Hausmannskost, Bier und Cola eröffnet.

## Kritiken
„[…] Routinierter Krimi aus in Berlin spielenden Serie.“

„Auch wenn die Lösung des Falls zu abrupt kommt und aufgesetzt wirkt, begeistert der TV-Krimi mit lockeren Sprüchen und charmanten Scharmützeln. Vor allem Florian Martens, der hier in eine Liebesgeschichte verwickelt wird, überzeugt mal wieder als schnoddriger Bulle mit Herz.“